# Юп Ланге
Йозеф Марі Альберт «Юп» Ланге (нід. Joseph Marie Albert «Joep» Lange; нар. 25 вересня 1954 — пом. 17 липня 2014) — нідерландський клінічний дослідник, що спеціалізувався на терапії ВІЛ. Служив як президент Міжнародного товариства з лікування СНІДу з 2002 по 2004. Також був засновником і головою «Фонду PharmAccess». Юп Ланге був один з пасажирів рейсу 17 Malaysia Airlines, який був збитий 17 липня 2014 над територією України.

## Народження і освіта
Йозеф Марі Альберт Ланге народився в 1954 році в селі Нівенгаген у Нідерландах. Він навчався в Університеті Амстердама, де дістав звання доктора медицини в 1981 р, і звання доктора філософії (PhD) в 1987.

## Кар'єра
У 2001, він заснував «Фонд PharmAccess» — некомерційну організацію, що перебуває в Амстердамі, спрямовану допомагати діставати доступ до терапії ВІЛ / СНІДу в країнах, що розвиваються, і був його головою фонду до моменту загибелі. Займав посаду президента Міжнародного товариства по лікуванні СНІДу (2002-2004). Ланге також був науковим керівником «HIV[e]Ducation», онлайн системи для навчання лікарів, медсестер і консультантів, які працюють з ВІЛ-позитивними людьми. Він також був засновником і головним редактором наукового журналу присвяченому тематиці противірусної терапії — «Antiviral Therapy».
У 2006 році він став професором медицини в Академічному медичному центрі Амстердамського університету і старшим науковий радник з Міжнародного аналітичного центру противірусної терапії, Амстердам. Він був також одним з директорів Співробітництва Нідерландів і Австралії з питань дослідження ВІЛ (HIV-NAT), що базується в Таїланді. Ланге також входив до Науково-консультативної ради «Accordia» Всесвітнього Фонду охорони здоров'я.
Він був членом кількох товариств, включаючи Американську асоціацію із сприяння розвитку науки, Американського товариства мікробіології та Міжнародного товариства по боротьбі зі СНІД-ом.
Його авторству належить понад 350 статей.

### Профілактика ВІЛ / СНІДу
Ланге досліджував ВІЛ-інфекцію з 1983 року. У середині 1990-х років, Ланге почав висувати ідею щодо використання комбінованої терапії при управлінні перебігом захворювання ВІЛ / СНІДу. Він стверджував, що «ілюзія вважати, що моно-терапія за допомогою будь-якого протиретровірусного препарату буде мати значний і тривалий вплив на це захворювання», тому що розвиток стійкості до ліків значно знижує ефективність лікування.
З 1992 до 1995 року Ланге працював по всьому світу як голова програми Всесвітньої організації охорони здоров'я у боротьбі зі СНІДом. Він запровадив програму з профілактики, діагностики та лікування хвороби в усьому світі. Його проекти продовжують в багатьох країнах, в тому числі в Аргентині, Бразилії, Кот-д'Івуарі, Мексиці, Танзанії, Таїланді, Уганді, Уругваї і Венесуелі.
У 1996 році Ланге заступився за суперечливу роботу дослідника ВІЛ/СНІД Девіда Хо, який лікував інфікованих пацієнтів, прописуючи їм по 20 таблеток на день, як одну із процедур режиму з прийому «коктейлю» з множини ліків. Хоча цей експеримент зазнав суворої критики, Ланге пояснив журналу «The Wall Street Journal», що «робота Давида за останні кілька років допомогла зовсім змінити уявлення про ВІЛ».
У 2003 році Ланге завершив роботу зі спостереження дітей ВІЛ-інфікованих матерів добровольців з Руанди і Уганди. Він виявив, що шанс зараження ВІЛ у немовлят менше ніж 1%, коли вони отримують протиретровірусні препарати. Ланге ознайомив з результатами досліду Міжнародне товариство з боротьби зі СНІД-ом на зустрічі в Парижі. Під час 10-ї конференції присвяченій ретровірусам і опортуністичним інфекціям в Бостоні, Ланге оповістив про результати великого клінічного випробування, що відбулось у багатьох центрах за участю 1216 пацієнтів в 17 країнах. Згідно з роботами Ланге, який був головним дослідником, ці дані «ясно демонструють порівнянну ефективність невірапіну і ефавірензу в лікуванні ВІЛ».
Два роки поспіль він публікував коментарі в редакційних статтях для журналу PLoS Medicine щодо фактів, що групи активістів не дозволили провести декілька клінічних процедур щодо профілактики запобіганню ураження (PREP). Він також висловив розчарування тим, що групи активістів запобігли тестуванню в Європі нових антагоністів рецептора CCR5. Однак Ланге піддали критиці за зневагу до потреб працівників секс-бізнесу під час досліду, оскільки інші дослідники стверджували, що стурбованість, яку висловили активісти, є «абсолютно правомірною».
З 2010 по 2012 рік, Ланге був постійним учасником щорічного Міжнародного симпозіуму з Медицини ВІЛ у Бангкоку, де він стверджував, що профілактика запобіганню ураженню (PREP) є значно ефективніша, ніж нинішні методи профілактики ВІЛ.(англ.)

## Смерть
Юп Ланге, його дружина Жаклін ван Тонгерен і п'ятеро їх дітей були пасажирами літака Malaysia Airlines, рейс 17, який був збитий поблизу с. Грабове, Україна, 17 липня 2014 року.
Ланге прямував до Мельбурна, щоб узяти участь у 20-й Міжнародній конференції зі СНІДу, яка починалася 20 липня.